# フレデリック・シェンペ
フレデリック・シェンペ（Fredrik Kempe、1972年4月29日 - ）はスウェーデンの作詞作曲家、オペラ歌手、ポップス歌手。ヴォルゴーダ出身。
2005年にサンナ・ニールセンとデュエットでDu och jag mot världenを歌った。オペラとユーロビートの融合（いわゆるポペラ）という新しい試みをしている。彼の曲は日本でSister Q feat.Fujisawaと藤澤ノリマサにカヴァーされている。

## ディスコグラフィー

### アルバム
1. Songs For Your Broken Heart （2002年12月2日）
  1. Last Dance
  2. Tomorrow
  3. Vincero
  4. For Your Broken Heart
  5. Why Do You Lie When You Say That You Love Me
  6. Mi Amor
  7. If You Say Always (Featuring Agnetha Kjörsvik)
  8. You Will Never Break My Heart Again
  9. My Sad Goodbye
  10. Fallen Angels
  11. My Way
  12. Per Tuo Triste Cuor (For Your Broken Heart)
2. Bohéme （2004年4月21日）
  1. My Love
  2. Jerusalem
  3. Finally
  4. Disco Volante
  5. With You All The Time
  6. Un Bel Di
  7. Dangerously Yours
  8. Open Air
  9. Miss America
  10. Counting on You
  11. The Greatest Feeling
  12. I'll Never Forget To Remember
  13. With You All The Time（Nite Site Version）（ボーナストラック）
  14. Vincero（ボーナストラック）

## 日本でのカヴァー
1. 少年隊
  1. 「WHY」(アルバム「PLAYZONE2003　Vacation」収録)としてWhy Do You Lie When You Say That You Love Meをカヴァーした。
2. Sister Q feat.Fujisawa
  1. 「愛と夢」としてVinceroをカヴァーした。モチーフはプッチーニのオペラ「トゥーランドット」の「誰も寝てはならぬ」である。
3. 藤澤ノリマサ
  1. デビュー曲のカップリング曲である「太陽の女神」としてMy Loveをカヴァーした。こちらもプッチーニのオペラ「ジャンニ・スキッキ」の「わたしのお父さん」がモチーフである。
  2. 「VINCERO -ビンチェロ-」としてVinceroを再びFujisawaこと藤澤ノリマサがカヴァーした。「愛と夢」と歌詞が違い、編曲も多少変わっている。こちらの方が原曲に近いアレンジがなされている。